# ایهور مالیار
ایهور مالیار (اوکراینی: Ігор Маляр؛ زادهٔ ۵ اوت ۱۹۷۱) اسکیت‌باز نمایشی اهل اوکراین است. وی همچنین اسکیت‌بازان نمایشی در بازی‌های المپیک زمستانی ۱۹۹۴ بوده‌است.